# Franz Armin Morat
Pour les articles homonymes, voir Morat (homonymie).
Franz Armin Morat (né en 1943 à Eisenbach) est un collectionneur d'art, historien de l'art et fondateur de musée allemand.

## Vie
Morat était le fils de l'entrepreneur Franz Morat jun.. Il a étudié l'histoire de l'art à Heidelberg et à Cologne. Avec sa sœur, il a repris les parts sociales de son père en 1977. Il les transmit à ses fils en 1992. Il fonda en 1983 le Morat-Institut für Kunst und Kunstwissenschaft. En tant que directeur de cet institut, il constitua une collection d'envergure nationale. Les défis financiers dépassaient cependant de plus en plus les moyens dont il avait hérité. Finalement, Morat se déclara en faillite personnelle. Néanmoins, les ventes d'œuvres de la collection permirent de maintenir l'activité du musée. En tant que directeur de l'institut, Morat fut le commissaire de nombreuses expositions dans et hors de la fondation. Sa fondation a édité de nombreuses publications dans ce contexte.

## Collection et bâtiment d'exposition
La collection rassemblée par Morst comprend près de 7.500 gravures et 500 peintures et sculptures. Parmi celles-ci, on trouve des œuvres de Dürer, Rembrandt et Goya. Les grands ensembles d'œuvres d'artistes individuels, par exemple Kurt Kocherscheidt ou Artur Stoll, constituent une particularité.
Outre l'art occidental, le musée dispose d'une collection de plus de 200 sculptures du Burkina Faso, dont la qualité est toutefois controversée.
Le patrimoine de la fondation comprend également une vaste bibliothèque d'environ 50 000 volumes de littérature sur l'art.
Morat a installé sa collection dans sa propre galerie d'art, aménagée dans les anciens halls d'usine de l'ancienne entreprise chimique familiale. Les trois halls du bâtiment de la Lörracher Strasse 31 totalisent 2000 mètres carrés de surface d'exposition.
Le 11 novembre 2023, à l'occasion du 80e anniversaire du fondateur, Morat a cédé la fondation à ses fils.
En 2024, la ville de Fribourg rachète les halles d'exposition et assure ainsi la pérennité de la collection Morat en tant que musée public.